# Länsväg 160
Länsväg 160 är en ca 50 km lång länsväg som går i Bohuslän, Västra Götalands län, mellan Rotviksbro (väster om Uddevalla) och Stora Höga (söder om Stenungsund) via Henån, Varekil, Myggenäs, Källön och Stenungsund. 
Vägen passerar över Orust och Tjörn, två av Sveriges största öar, via Tjörnbron, Skåpesundsbron och Nötesundsbron.

## Vägstandard och planer

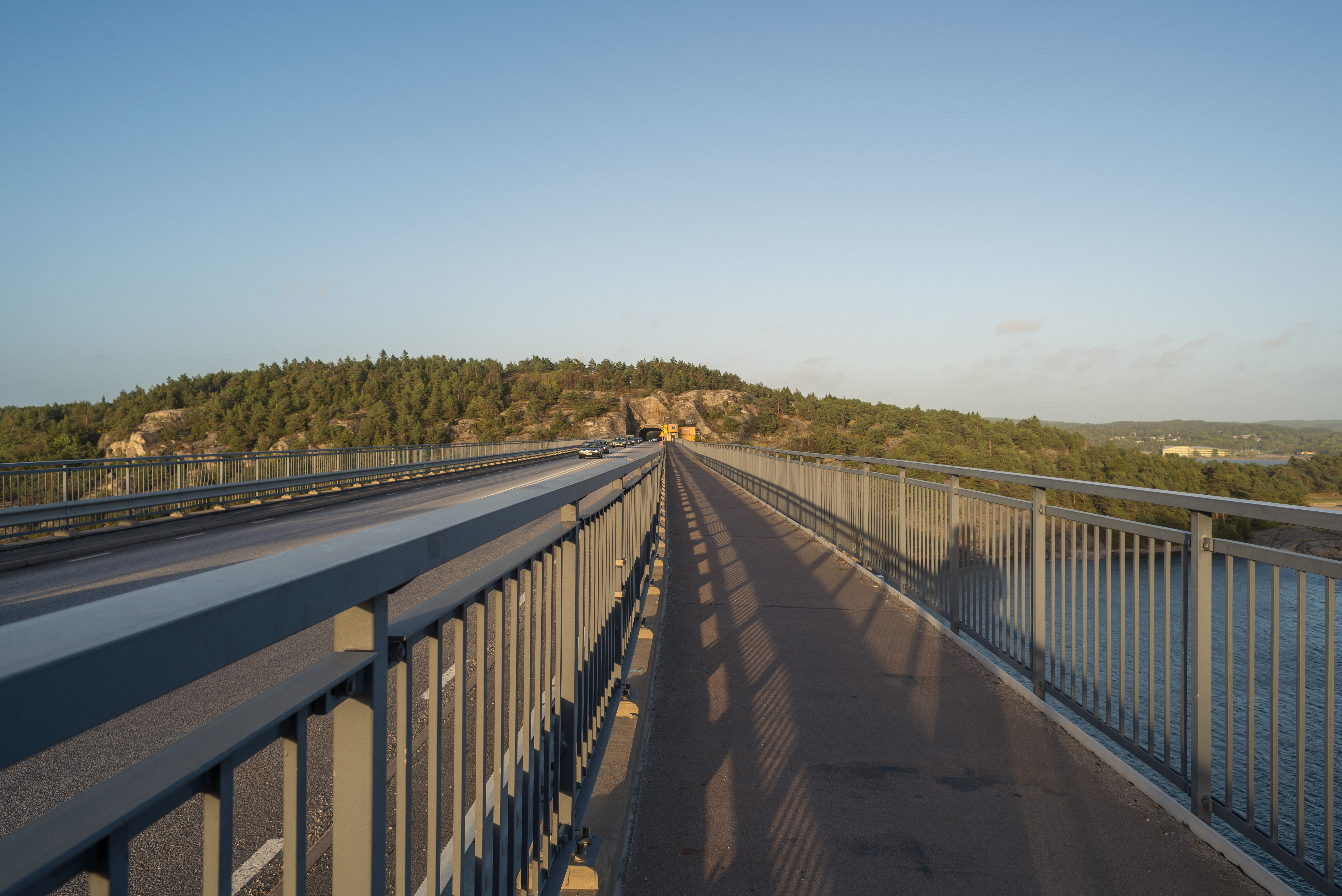
Källösundsbron.

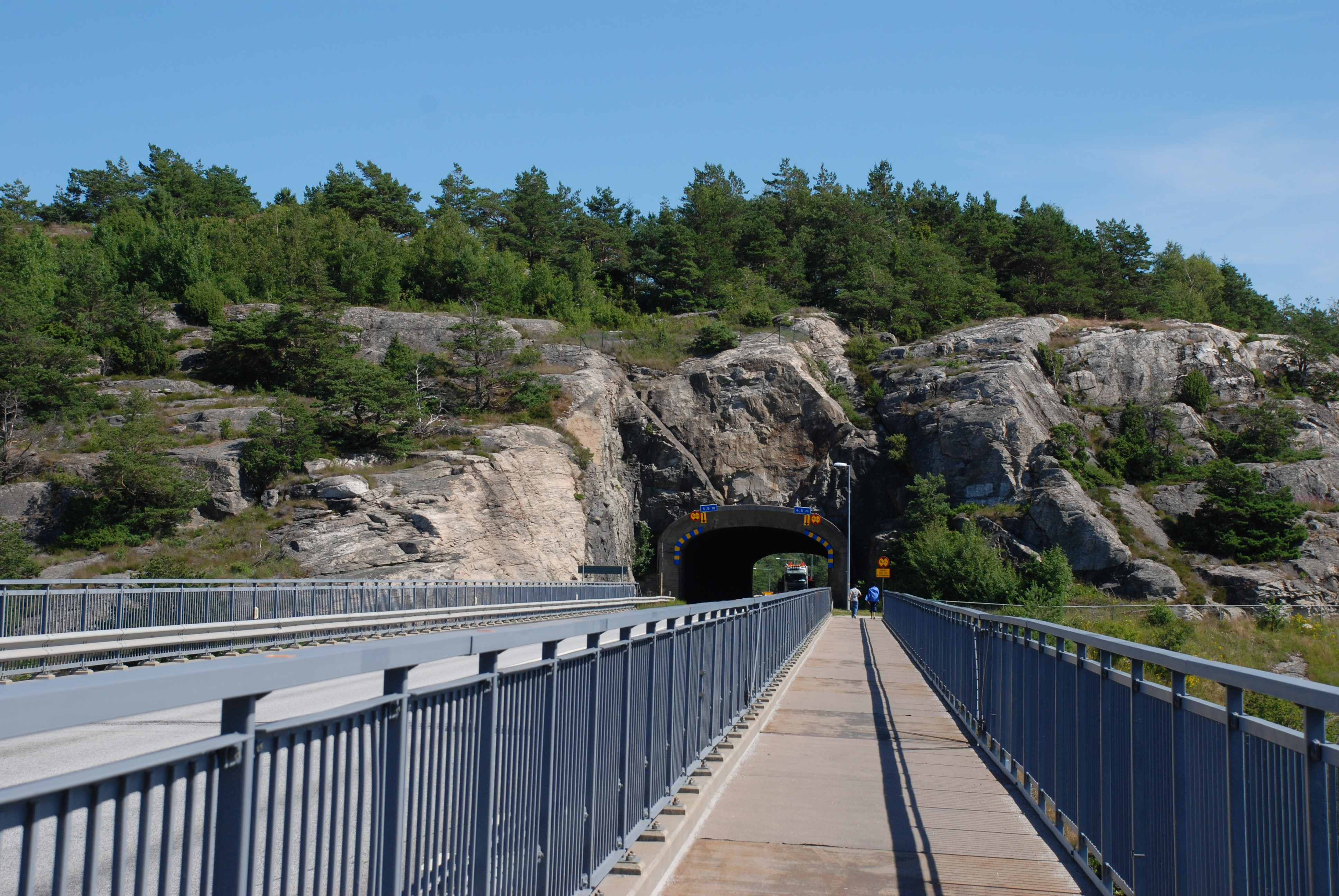
Tunneln på Stenungsön sedd från Källösundsbron.

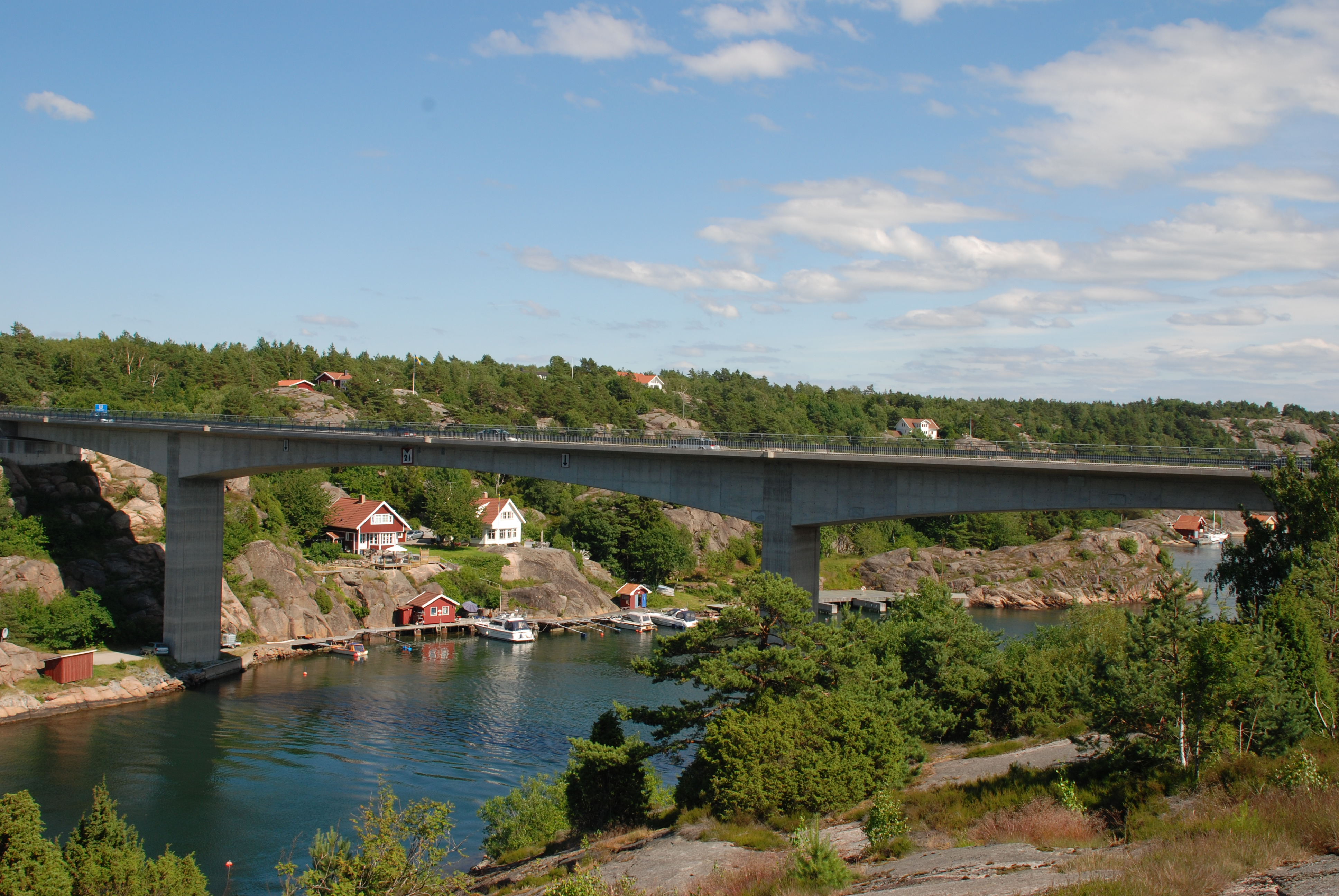
Skåpesundsbron mellan Tjörn och Orust, sedd från Tjörn.

Vägen är cirka 8 meter bred och relativt kurvig. På sommaren är den ganska hårt trafikerad, och över Tjörnbroarna och söderut mycket hårt trafikerad. Vid midsommar när trafiken är som tätast med många inbjudna gäster till och från sommarstugorna på öarna, bildas ofta mycket långa köer här.
2018 påbörjades en ombyggnation av sträckan Varekil - Säckebäck på Orust, cirka 3 km. Man planerade att öppna den nya sträckningen för trafik under 2020, men den kunde öppnas redan på sommaren 2019.
| Sträcka                | Trafikmängd | Data från år |
| ---------------------- | ----------- | ------------ |
| Nötesundbron           | 4 712       | 2017         |
| Skåpesundsbron         | 7 573       | 2017         |
| Myggenäs-Stenungsund   | 19 206      | 2017         |
| Stenungsund-Stora Höga | 18 212      | 2017         |

## Turistväg
Vägen är en betydande turistväg.
Attraktioner: 
- Henån, kustsamhälle.
- Skåpesundsbron (mellan Orust och Tjörn), rastplatsen vid norra änden har en mycket vacker utsikt.
- Tjörnbroarna, särskilt huvudbron. Man kan inte stanna nära själva bron, utan det rekommenderas den rastplats som skyltas en bit väster om den.
- För mer information, se Orust och Tjörn.

## Anslutningar
Den ansluter till följande vägar:
- Länsväg 161 vid Rotviksbro
- Länsväg 178 på Orust
- Länsväg 169 på Tjörn
- E6 och Länsväg O 650 vid Stora Höga

## Trafikplatser, broar och tunnlar
|  | Nr | Namn             | Skyltning                    |
|  | -- | ---------------- | ---------------------------- |
|  |    | Stora Högamotet  | Oslo, Göteborg; Ucklum       |
|  |    | Nösnäsmotet      | Stenungsund                  |
|  |    | Stenungsöbron    | cirka 300-400 m              |
|  |    | Stenungsötunneln | 120 m                        |
|  |    | Källösundsbron   | cirka 300 m                  |
|  |    | Tjörnbron        | 667 m längd, 386 m spännvidd |
|  |    | Myggenäs         | Rönnäng                      |
|  |    | Skåpesundsbron   | 248 m                        |
|  |    | Varekil          | Ellös                        |
|  |    | Vindöbron        | cirka 500 m                  |
|  |    | Vindötunneln     | 485 m                        |
|  |    | Nötesundsbron    | 614 m                        |
|  |    | Rotviksbro       | Uddevalla, Lysekil           |

## Historia
På 1940-talet och 1950-talet hade denna sträcka inte några vägnummer. Det fanns en färja vid Nötesund norr om Orust, men inte någon mellan Stenungsund och Tjörn, utan färjan mellan Svanesund och Kolhättan fick användas.
Sedan Almöbron byggts 1960 infördes vägnummer 160 mellan Henån och Stora Höga. Sedan Nötesundsbron och ny väg Henån-Lanesund byggts 1966 förlängdes väg 160. Sträckorna Henån-Skåpesund och Stenungsund-Stora Höga är förbättrad gammal väg, medan övriga vägar är nybyggda i samband med brobyggena.
Den 18 januari 1980 rasade Almöbron efter att den blivit påseglad av bulkfartyget Star Clipper. Bron ersattes av Tjörnbron, som öppnades, den 9 november 1981.